# Кислый, Александр Владимирович
Александр Владимирович Кислый (7 января 1974) — российский футболист, играл на позиции нападающего.

## Карьера
Воспитанник ДЮСШ Океан" Находка. В 1992 году попал в заявку клуба, однако матчей за клуб не провёл. 28 августа 1993 года в домашнем матче 25-го тура против владикавказского «Спартака», выйдя на замену на 83-й минуте встречи вместо Баходыра Рахманова провёл единственную встречу за «Океан» в рамках высшей лиги. В 1994 и в 1995 году остался вне футбола. С 1996 по 1998 год снова играл за «Океан», где и завершил профессиональную карьеру. С 1999 по 2000 годы выступал за любительский клуб «Локомотив» Уссурийск.